# Мусаев, Джахан
Джахан Мусаев (азерб. Cahan Musayev; род. 3 марта 1978) — азербайджанский паралимпийский стрелок из лука, выступающий в дисциплинах «индивидуальный смешанный рекурсив» и «командный смешанный рекурсив». Классифицирован в спортивной категории ST, он участвовал в многочисленных международных соревнованиях, включая Чемпионаты мира и Европы. Мусаев завоевал две бронзовые медали на Исламских играх солидарности 2021 года в Конье и представлял Азербайджан на Летних Паралимпийских играх 2024 года в Париже.

## Биография
Родился 3 марта 1978 года. Он получил образование в Университет Докуз Эйлюль в Измире.
Мусаев начал свою международную карьеру в 2015 году на чемпионате мира в Донауэшингене, где занял 33-е место в индивидуальных соревнованиях в классе «Рекурсивный лук». Через четыре года, в 2017 году, он участвовал в чемпионате мира в Пекине, где занял 17-е место в той же категории.
В 2019 году Мусаев выступал на чемпионате мира в Хертогенбосе, заняв 17-е место как в индивидуальных, так и в командных соревнованиях в классе «Рекурсивный лук». В 2023 году он принял участие в чемпионате мира в Пльзене, где повторил свой результат, заняв 17-е место в обеих категориях.
Джахан Мусаев завоевал две бронзовые медали на пятых Исламских играх солидарности в Конье 11 августа 2021 года. В смешанной команде он занял третье место вместе с Азаде Абдуллаевой, а в командных соревнованиях — с Али Набиевым.
Мусаев также выступил на чемпионате Европы 2023 года в Роттердаме, где занял 6-е место в индивидуальных и командных соревнованиях в классе «Рекурсивный лук». На этом же турнире его команда заняла 8-е место в командных соревнованиях.
На Паралимпийских играх 2024 года Мусаев набрал 568 очков в индивидуальных соревнованиях класса «Рекурсивный лук» и был посеян под 28-м номером. В 1/32 финала он встретился с Мохаммадом Резой Араб Амери из Ирана и проиграл со счетом 4-6, завершив свои выступления на турнире.